# Encruzado
Die Weißweinsorte Encruzado ist eine autochthone Sorte aus Portugal.

## Verbreitung
Die Sorte ist die meistangebaute Weißweinsorte im Anbaugebiet Dão. Empfohlen ist ihr Anbau in den Regionen Beira Litoral und Beira Interior, sodass die bestockte Rebfläche in Portugal circa 208 Hektar beträgt (Stand 1999).

## Wein
Die Sorte erbringt einen duftigen, säurebetonten und körperreichen Wein bei mäßigem Ertrag. Der Weißwein ist von mittlerer bis guter Qualität und beim Bouquet überwiegen Aromen von Zitrone, Apfel und frisch gemähtem Gras. Er kann von einer Flaschenreife von zwei bis drei Jahren profitieren. Versuche mit einem Ausbau der sortenreine Weine im Barrique sind vielversprechend.